# Cuguen
Cuguen (bretonisch: Kugenn; Gallo: Cugen) ist eine französische Gemeinde im Département Ille-et-Vilaine in der Region Bretagne. Die Gemeinde hat 830 Einwohner (Stand: 1. Januar 2022) und gehört zum Arrondissement Saint-Malo und zum Kanton Combourg. Die Einwohner werden Cuguennais genannt.

## Geographie
Cuguen liegt etwa 34 Kilometer südöstlich von Saint-Malo. Um nordöstlichen Gemeindegebiet entspringt der Küstenfluss Guyoult. Umgeben wird Cuguen von den Nachbargemeinden Broualan im Norden, Trans-la-Forêt im Nordosten, Bazouges-la-Pérouse im Osten, Noyal-sous-Bazouges im Osten und Südosten, Saint-Léger-des-Prés im Süden, Combourg im Südwesten, Trémeheuc im Westen sowie Epiniac im Nordwesten.

## Bevölkerungsentwicklung
| Jahr                      | 1962 | 1968 | 1975 | 1982 | 1990 | 1999 | 2006 | 2013 |
| Einwohner                 | 960  | 856  | 769  | 670  | 673  | 708  | 768  | 800  |
| Quelle: Cassini und INSEE |      |      |      |      |      |      |      |      |

## Sehenswürdigkeiten
Siehe auch: Liste der Monuments historiques in Cuguen
- Menhir de la Pierre Longue
- Kirche Saint-Martin-et-Saint-Samson aus dem 19. Jahrhundert
- Reste des Schlosses La Roche-Montbourcher, im 14./15. Jahrhundert erbaut, Monument historique seit 1995